# روزس (نوازنده)
الیزابت منسل (متولد ۱۴ آوریل ۱۹۹۳)، که بیشتر با نام هنری خود رازز (در تمام پایتخت‌ها یا به عنوان ROZES) شناخته می‌شود، یک موسیقی‌دان، خواننده و ترانه‌سرا آمریکایی اهل مونتگومریویل، پنسیلوانیا است. او بیشتر به خاطر همکاری سال ۲۰۱۵، " رز "، با گروه دو نفره د چینسموکرز شناخته می‌شود. او همچنین در آهنگ گالانتیس به نام دختران روی پسران حضور داشت.
منسل متولد مونتگومریویل، پنسیلوانیا در یک خانه تحت تأثیر انجیل بزرگ شد و برای اولین بار در سن شش سالگی پیانو یادگرفت.